# Jean-Louis Amiet
Pour les articles homonymes, voir Amiet.
Jean-Louis Amiet , né le 14 juin 1936 à Marquise (Pas-de-Calais) et mort le 6 juin 2023 à Nyons, est un herpétologiste et entomologiste français.
Il est diplômé de l'Université Lille I en 1963, il fut professeur à l'université de Yaoundé au Cameroun.
C'est un spécialiste, notamment, des anoures africains.

## Taxons nommés en son honneur
- Amietophrynus  Frost, Grant, Faivovich, Bain, Haas, Haddad, de Sá, Channing, Wilkinson, Donnellan, Raxworthy, Campbell, Blotto, Moler, Drewes, Nussbaum, Lynch, Green & Wheeler, 2006
- Xenopus amieti Kobel, du Pasquier, Fischberg & Gloor, 1980
- Amietia Dubois, 1987
- Amietia amieti Laurent, 1976
- Afrothismia amietii Cheek, 2007
- Leptosiaphos amieti Perret, 1973[3]

## Quelques taxons décrits
- Alexteroon hypsiphonus Amiet, 2000
- Alexteroon jynx Amiet, 2000
- Astylosternus fallax Amiet, 1978
- Astylosternus laurenti Amiet, 1978
- Astylosternus montanus Amiet, 1978
- Astylosternus nganhanus Amiet, 1978
- Astylosternus perreti Amiet, 1978
- Astylosternus ranoides Amiet, 1978
- Astylosternus rheophilus Amiet, 1978
- Astylosternus schioetzi Amiet, 1978
- Cardioglossa gratiosa Amiet, 1972
- Cardioglossa melanogaster Amiet, 1972
- Cardioglossa oreas Amiet, 1972
- Cardioglossa schioetzi Amiet, 1982
- Cardioglossa trifasciata Amiet, 1972
- Cardioglossa venusta Amiet, 1972
- Hyperolius bopeleti Amiet, 1980
- Hyperolius camerunensis Amiet, 2004
- Hyperolius endjami Amiet, 1980
- Kassina wazae Amiet, 2007
- Leptodactylodon axillaris Amiet, 1971
- Leptodactylodon bicolor Amiet, 1971
- Leptodactylodon bueanus Amiet, 1981
- Leptodactylodon erythrogaster Amiet, 1971
- Leptodactylodon ornatus Amiet, 1971
- Leptodactylodon ovatus Andersson, 1903
- Leptodactylodon perreti Amiet, 1971
- Leptodactylodon polyacanthus Amiet, 1971
- Leptodactylodon wildi Amiet & Dowsett-Lemaire, 2000
- Leptopelis omissus Amiet, 1992
- Leptopelis zebra Amiet, 2001
- Petropedetes parkeri Amiet, 1983
- Petropedetes perreti Amiet, 1973
- Werneria bambutensis (Amiet, 1972)
- Werneria mertensiana Amiet, 1976
- Werneria tandyi (Amiet, 1972)
- Wolterstorffina chirioi Boistel & Amiet, 2001